# Championnat des Bermudes de football 2008-2009
Navigation
Saison précédente Saison suivante
La saison 2008-2009 du Championnat des Bermudes de football est la quarante-sixième édition de la Premier Division, le championnat de première division aux Bermudes. Les huit formations de l'élite sont réunies au sein d'une poule unique où elles s'affrontent deux fois au cours de la saison. À l'issue du championnat, afin de permettre l'extension du championnat à dix équipes, le dernier du classement doit disputer un barrage de promotion-relégation face au 3e de Second Division.
C'est le club de Devonshire Cougars qui remporte la compétition cette saison après avoir terminé en tête du classement final, avec trois points d'avance sur Boulevard Blazers et quatre sur Dandy Town Hornets. Il s’agit du troisième titre de champion des Bermudes de l'histoire du club en quatre saisons.
La compétition revêt un intérêt supplémentaire cette saison puisque, pour la première fois depuis 1992, le champion se qualifie pour une compétition internationale, en l'occurrence la CFU Club Championship 2010.

## Les clubs participants
- Boulevard Blazers
- Dandy Town Hornets
- Devonshire Colts
- North Village Community Club
- Devonshire Cougars
- PHC Zebras
- Southampton Rangers - Promu de Second Division
- Hamilton Parish FC - Promu de Second Division

## Compétition
Le barème de points servant à établir le classement se décompose ainsi :
- Victoire : 3 points
- Match nul : 1 point
- Défaite : 0 point

### Classement
| Rang | Équipe                       | Pts | J  | G | N | P  | Bp | Bc | Diff |
| ---- | ---------------------------- | --- | -- | - | - | -- | -- | -- | ---- |
| 1    | Devonshire Cougars           | 31  | 14 | 9 | 4 | 1  | 28 | 11 | +17  |
| 2    | Boulevard BlazersC           | 28  | 14 | 8 | 4 | 2  | 23 | 12 | +11  |
| 3    | Dandy Town Hornets           | 27  | 14 | 8 | 3 | 3  | 24 | 16 | +8   |
| 4    | North Village Community Club | 20  | 14 | 5 | 5 | 4  | 24 | 16 | +8   |
| 5    | Hamilton Parish FCP          | 17  | 14 | 5 | 2 | 7  | 14 | 27 | -13  |
| 6    | PHC ZebrasT                  | 15  | 14 | 4 | 3 | 7  | 15 | 15 | 0    |
| 7    | Southampton RangersP         | 14  | 14 | 3 | 5 | 6  | 17 | 21 | -4   |
| 8    | Devonshire Colts             | 2   | 14 | 0 | 2 | 12 | 7  | 34 | -27  |

|  | Qualification pour la CFU Club Championship 2010                                        |
|  | Participation au barrage de promotion-relégation                                        |
|  | T : Tenant du titre C : Vainqueur de la Coupe des Bermudes P : Promu de Second Division |

### Matchs

#### Barrage de promotion-relégation
Le 8e du championnat, Devonshire Colts, affronte le 3e de D2, St David's Islanders, en barrages aller-retour. Les rencontres ont lieu les 1er et 9 avril 2009.
| Équipe 1         | Résultat      | Équipe 2                  | Aller | Retour |
| ---------------- | ------------- | ------------------------- | ----- | ------ |
| Devonshire Colts | 4 - 4 3-1 tab | (D2) St David's Islanders | 2 - 2 | 2 - 2  |

- Les deux formations se maintiennent au sein de leur championnat respectif.

## Bilan de la saison
| Championnat des Bermudes de football 2008-2009 |                               |
| Champion                                       | Devonshire Cougars (3e titre) |
| Coupes et trophées                             |                               |
| Vainqueur de la Coupe des Bermudes 2008-2009   | Boulevard Blazers             |
| Qualifications continentales                   |                               |
| CFU Club Championship 2010                     | Devonshire Cougars            |
| Promotions et relégations                      |                               |
| Promus en Premier Division                     | Somerset Eagles FC            |
| Promus en Premier Division                     | Somerset Cricket Club Trojans |
| Relégués en Second Division                    | Aucun                         |